# Bagny
Bagny – wieś w Polsce położona w województwie podlaskim, w powiecie sokólskim, w gminie Dąbrowa Białostocka.
Ludność: 230 osób.
Wieś królewska ekonomii grodzieńskiej położona była w końcu XVIII wieku w powiecie grodzieńskim województwa trockiego. W latach 1975–1998 miejscowość administracyjnie należała do województwa białostockiego.
W miejscowości znajduje się kaplica pw. Matki Bożej Wspomożenia Wiernych, należąca do parafii w Grodzisku.